# Saint-Menoux
Saint-Menoux és un municipi francès, situat al departament de l'Alier i a la regió d'Alvèrnia-Roine-Alps. L'any 2007 tenia 950 habitants.

## Demografia

### Població
El 2007 la població de fet de Saint-Menoux era de 950 persones. Hi havia 389 famílies de les quals 113 eren unipersonals (64 homes vivint sols i 49 dones vivint soles), 121 parelles sense fills, 113 parelles amb fills i 42 famílies monoparentals amb fills.
La població ha evolucionat segons el següent gràfic:
Habitants censats

### Habitatges
El 2007 hi havia 481 habitatges, 410 eren l'habitatge principal de la família, 36 eren segones residències i 34 estaven desocupats. 456 eren cases i 24 eren apartaments. Dels 410 habitatges principals, 293 estaven ocupats pels seus propietaris, 100 estaven llogats i ocupats pels llogaters i 17 estaven cedits a títol gratuït; 7 tenien una cambra, 18 en tenien dues, 86 en tenien tres, 113 en tenien quatre i 187 en tenien cinc o més. 305 habitatges disposaven pel capbaix d'una plaça de pàrquing. A 197 habitatges hi havia un automòbil i a 179 n'hi havia dos o més.

### Piràmide de població
La piràmide de població per edats i sexe el 2009 era:
| Homes | Edats   | Dones |
| ----- | ------- | ----- |
| 0     | 95 o +  | 0     |
| 0     | 90 a 94 | 0     |
| 4     | 85 a 89 | 0     |
| 8     | 80 a 84 | 20    |
| 28    | 75 a 79 | 32    |
| 8     | 70 a 74 | 44    |
| 20    | 65 a 69 | 12    |
| 16    | 60 a 64 | 12    |
| 4     | 55 a 59 | 24    |
| 68    | 50 a 54 | 56    |
| 44    | 45 a 49 | 56    |
| 36    | 40 a 44 | 40    |
| 24    | 35 a 39 | 24    |
| 36    | 30 a 34 | 28    |
| 24    | 25 a 29 | 12    |
| 28    | 20 a 24 | 36    |
| 56    | 15 a 19 | 40    |
| 24    | 10 a 14 | 36    |
| 28    | 5 a 9   | 12    |
| 12    | 0 a 4   | 16    |

## Economia
El 2007 la població en edat de treballar era de 595 persones, 442 eren actives i 153 eren inactives. De les 442 persones actives 399 estaven ocupades (209 homes i 190 dones) i 43 estaven aturades (22 homes i 21 dones). De les 153 persones inactives 67 estaven jubilades, 32 estaven estudiant i 54 estaven classificades com a «altres inactius».

### Ingressos
El 2009 a Saint-Menoux hi havia 429 unitats fiscals que integraven 999 persones, la mediana anual d'ingressos fiscals per persona era de 16.875 €.

### Activitats econòmiques
Dels 39 establiments que hi havia el 2007, 4 eren d'empreses extractives, 3 d'empreses alimentàries, 1 d'una empresa de fabricació de material elèctric, 7 d'empreses de construcció, 7 d'empreses de comerç i reparació d'automòbils, 3 d'empreses de transport, 2 d'empreses d'hostatgeria i restauració, 1 d'una empresa immobiliària, 7 d'empreses de serveis, 1 d'una entitat de l'administració pública i 3 d'empreses classificades com a «altres activitats de serveis».
Dels 14 establiments de servei als particulars que hi havia el 2009, 1 era una oficina de correu, 1 taller de reparació d'automòbils i de material agrícola, 1 taller d'inspecció tècnica de vehicles, 1 paleta, 1 guixaire pintor, 1 fusteria, 2 lampisteries, 1 empresa de construcció, 1 perruqueria, 2 veterinaris i 2 restaurants.
Dels 4 establiments comercials que hi havia el 2009, 1 era una botiga de menys de 120 m², 2 fleques i 1 una llibreria.
L'any 2000 a Saint-Menoux hi havia 34 explotacions agrícoles que ocupaven un total de 1.881 hectàrees.

## Equipaments sanitaris i escolars
L'únic equipament sanitari que hi havia el 2009 era una farmàcia.
El 2009 hi havia 2 escoles elementals. Saint-Menoux disposava d'un liceu d'ensenyament general amb 10 alumnes.

## Poblacions més properes
El següent diagrama mostra les poblacions més properes.